# Berengar von Barcelona
Berengar von Barcelona (katalanisch: Berenguer de Barcelona; * um 1140; † spätestens 1212) war ein Bischof von Lleida von 1177 bis 1191 und Erzbischof von Narbonne von 1190 bis 1212. Er war ein unehelicher Sohn des Grafen Raimund Berengar IV. von Barcelona und wahrscheinlich dessen ältestes Kind.

## Leben
Für eine kirchliche Laufbahn bestimmt, amtierte Berengar seit 1170 als Abt der Mönchsburg Montearagón und ab 1177 auch als Bischof von Lleida. 1190 wurde er schließlich zum Erzbischof von Narbonne gewählt, eine der größten und zugleich auch problematischsten Kirchenprovinzen Westeuropas, da sie nahezu das gesamte „Albigenserland“ (terre Albigensis) umfasste, also jene Landschaft, in der die Glaubensbewegung der „Albigenser“ (Katharer) besonders weit verbreitet und gesellschaftlich verankert war. Die römisch-katholische Kirche hatte den Katharismus als häretisch eingestuft und seine Amtsträger zu ihrer Bekämpfung angehalten.
Berengar war ein hervorragender Organisator und Finanzfachmann, der in Lleida die finanzielle Basis zum Bau der Kathedrale La Seu Vella legte und in Narbonne die von seinem Vorvorgänger Pons d’Arsac hinterlassenen desolaten Finanzen sanierte. Er galt als Freund Papst Coelestins III., dem er seine Einsetzung in Narbonne zu verdanken hatte, und als politisch einflussreich. Als Abt der Abtei Montearagón verteidigte er deren Klosterbesitz gegen Ansprüche des Bischofs von Huesca, dessen Autorität er nicht anerkannte. Im Jahr 1198 vermittelte er in Perpignan zusammen mit dem Grafen Bernard IV. von Comminges einen Frieden zwischen seinem Neffen, König Peter II. von Aragón, und Graf Raimund VI. von Toulouse. Abseits davon ging Berengar alles andere als einem frommen Lebenswandel nach und kümmerte sich kaum um den religiösen Zustand seiner Provinz. Der neugewählte Papst Innozenz III. drückte 1198 in zwei Schreiben an den Erzbischof von Auch seine geringschätzige Meinung über den Zustand der Provinz Narbonne aus und beklagte die Kompetenz ihrer Prälaten bei der Bekämpfung der Häresie. Im Jahr 1200 beauftragte der Papst schließlich seinen Kardinallegaten Giovanni di San Paolo mit einer Untersuchung der Amtsführung Berengars in Narbonne.
Am 30. Mai 1203 wurde Berengar erstmals von Papst Innozenz III. vor die Wahl zwischen seinen Ämtern in Montearagón und Narbonne gestellt, von denen er eines aufgeben sollte. Diese Aufforderung stand im Kontext einer vom Papst angeordneten Säuberungsaktion in der Provinz Narbonne, nach der eine Reihe von Bischöfen, die sich als unfähig zur Ketzerbekämpfung erwiesen hatten, zum Rücktritt von ihren Ämtern gedrängt wurden. Berengar ignorierte die an ihn gerichtete Aufforderung. Im Herbst 1203 kamen die päpstlichen Legaten Pierre de Castelnau und Raoul de Fontfroide nach Narbonne und forderten Berengar auf, mit ihnen nach Toulouse zu gehen, um dort Graf Raimund VI. zum Vorgehen gegen die Katharer zu drängen. Berengar lehnte dies ab. In einem Brief vom Januar 1204 bekam er schließlich vom Papst seine Verfehlungen vorgehalten. So habe er sich mit der Bezahlung für die Bischofswahl von Maguelone 1195 der Simonie schuldig gemacht, habe eine Mätressenwirtschaft betrieben und nie eine geistige Führerschaft bewiesen. Weiterhin wurde ihm Untätigkeit gegen die Ausbreitung der Häresie zur Last gelegt. Vor allem habe Berengar seine Kirchenprovinz nie einer Visitation unterzogen, zu der ein jeder Bischof seit dem 1184 erlassenen Dekret Ad abolendam jährlich verpflichtet war, und sich geweigert, den von den Legaten geforderten Eid zur bedingungslosen Unterstützung der Ketzerbekämpfung abzulegen. Berengar hatte dies mit dem Hinweis auf seine Amtsautorität verweigert, die er durch den Eid angegriffen sah.
Am 28. und 29. Mai 1204 beauftragte der Papst schließlich seine Legaten, die der Leitung des Abtes Arnaud Amaury von Cîteaux unterstellt worden waren, mit der Absetzung Berengars sowohl in Narbonne wie auch in Montearagón. Dieser beschwerte sich indes in einem Schreiben an den Papst vom 26. November 1204 über das Vorgehen der Legaten, die falsches Zeugnis über ihn abgelegt und ihm keine Zeit zu einer Reise nach Rom eingeräumt hätten, wo er sich gegenüber dem Papst ob der Vorwürfe hätte rechtfertigen können. Dieses Schreiben verfehlte seine Wirkung nicht, als der Papst am 26. Juni 1205 Berengar nach Rom einlud, um das gegenseitige Missverhältnis auszuräumen. Mit der Reise ließ sich Berengar Zeit und begab sich erst im Februar 1206 nach Rom. Um den Papst milde zu stimmen, hatte er zuvor die Leitung von Montearagón an seinem Neffen, Infant Ferdinand übertragen. Die Romreise zahlte sich für Berengar aus, als der Papst im Juni 1206 seine Legaten die Versöhnung mit ihm und seinen Verbleib in Narbonne anordnete.
Während des im Oktober 1208 ausgerufenen Albigenserkreuzzugs verhielt sich Berengar weitgehend passiv. Als die Kreuzritter im Juli 1209 Anstalten machten Richtung Narbonne zu marschieren, ließ er eiligst ein Edikt gegen die Häresie verkünden, woraufhin der Kreuzzug nach Carcassonne weiterzog. Damit ersparte er seiner Stadt ein ähnliches Schicksal, wie es kurz zuvor noch Béziers widerfahren war. Im Juli 1210 war er bei der Belagerung von Minerve zugegen und einer der Unterzeichner von deren Kapitulationsurkunde. Offenbar zog er weiterhin den Verdacht der päpstlichen Legaten, insbesondere von Arnaud Amaury, auf sich, so dass der Papst im Herbst 1210 seine Legaten jedes weitere Vorgehen gegen ihn verbieten musste. Dies stellt zugleich die letzte Erwähnung Berengars dar; im Frühjahr 1212 wird erstmals Arnaud Amaury als Erzbischof von Narbonne genannt. Aufgrund einer mangelhaften Quellenlage kann nicht erschlossen werden, ob Berengar bis zum Frühjahr 1212 verstorben oder am Ende doch von Arnaud Amaury aus seinem Amt gedrängt worden war.